# Fidonia albosignata
Fidonia albosignata är en fjärilsart som beskrevs av Newberger 1907. Fidonia albosignata ingår i släktet Fidonia och familjen mätare. Inga underarter finns listade i Catalogue of Life.